# De heksenkring
De heksenkring is een boek uit 1972 van de Vlaamse schrijver Ward Ruyslinck. Het verhaal speelt zich af in Argentinië en is gebaseerd op de (waargebeurde) ontmoeting van de auteur met de padres Gustaaf V.R. en Ricciardelli. Het boek ontving in 1976 de Romanprijs van de provincie Antwerpen. 

## Beknopte annotatie
Het boek verhaalt over een Vlaamse priester padre Gustavo genaamd. Deze verricht pastoraal werk  in de sloppenwijken van Buenos Aires. Hier wordt het hoofdpersonage geconfronteerd met corruptie en terreur. De priester ziet het als zijn taak een bewoonbare wereld te creëren voor de bewoners, maar wordt tegengewerkt door kerk en staat. 